# Octomeria splendida
Octomeria splendida är en orkidéart som beskrevs av Leslie Andrew Garay och Galfrid Clement Keyworth Dunsterville. Octomeria splendida ingår i släktet Octomeria och familjen orkidéer. Inga underarter finns listade i Catalogue of Life.